# Syndroom van Hallervorden-Spatz
Het syndroom van Hallervorden-Spatz  is een zeldzame erfelijke stofwisselingsziekte. Het is een neurologische aandoening.
Het syndroom dankt zijn naam aan de Duitse neuropathologen Julius Hallervorden en Hugo Spatz.

## Ziektebeeld
Bij een patiënt met het syndroom Hallervorden-Spatz gaan zowel de lichamelijke als de verstandelijke functies langzaam achteruit. Wanneer de eerste symptomen van het syndroom zich openbaren, sterft de patiënt doorgaans binnen tien jaar. Openbaring is op verschillende leeftijden mogelijk, maar vindt meestal plaats op jeugdige leeftijd.
Het begint met een degeneratie van zenuwknopen, gliawoekeringen in hersenstructuren rondom de thalamus en in de substantia nigra in de middenhersenen. Daarbij zet zich pigment af in de getroffen gedeeltes van het centrale zenuwstelsel. Een patiënt krijgt last van onwillekeurige bewegingen en loopstoornissen. Daarop volgt een algemene voortschrijdende hypertonie, waarbij spreken en slikken met aanvallen erg moeilijk wordt.

## Oorzaak
De oorzaak van het syndroom van Hallervorden-Spatz huist in chromosoom 20 van het menselijk genoom.